# Zale phaeograpta
Zale phaeograpta là một loài bướm đêm trong họ Erebidae.